# Sainte-Colombe (Landes)
Sainte-Colombe ist eine französische Gemeinde mit 618 Einwohnern (Stand: 1. Januar 2022) im Département Landes in der Region Nouvelle-Aquitaine. Sie gehört zum Kanton Chalosse Tursan und zum Arrondissement Mont-de-Marsan. 
Nachbargemeinden sind Dumes im Nordwesten, Eyres-Moncube im Norden, Coudures im Nordosten, Serres-Gaston im Osten, Hagetmau im Süden und Horsarrieu im Westen.

## Bevölkerungsentwicklung
| Jahr      | 1962 | 1968 | 1975 | 1982 | 1990 | 1999 | 2008 | 2017 |
| --------- | ---- | ---- | ---- | ---- | ---- | ---- | ---- | ---- |
| Einwohner | 435  | 432  | 392  | 373  | 407  | 456  | 623  | 666  |

## Sehenswürdigkeiten

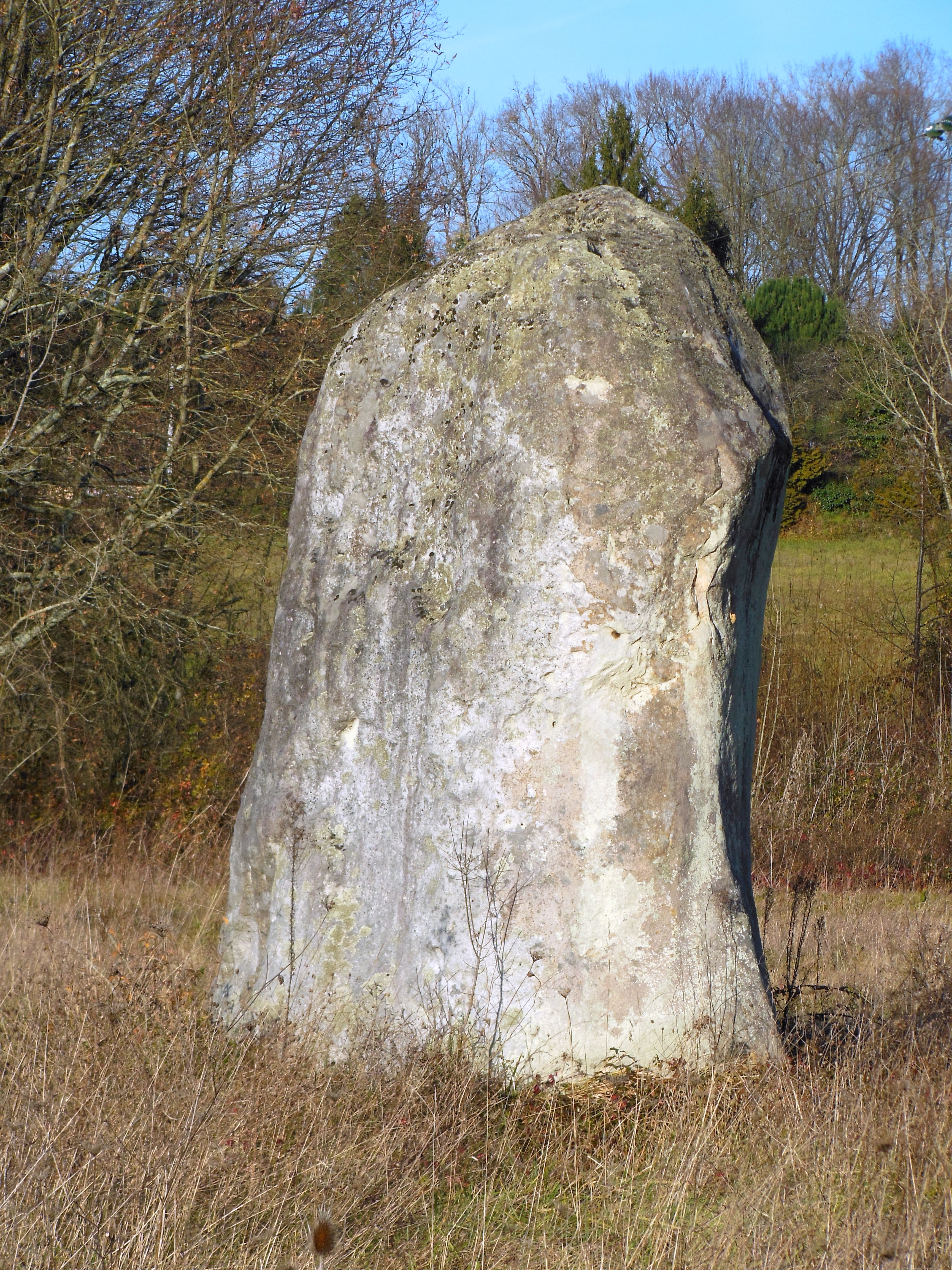
Menhir von Capdoubos

- Menhir Peyrelounque